# Энгельгардт, Фёдор-Христофор Антонович
Фёдор Антонович Энгельгардт (нем. Christoph Friedrich von Engelhardt; 1762—1831) — русский военный деятель, бригадир, герой Измаильского штурма.

## Биография
Представитель остзейского дворянского рода Энгельгардтов. Родился 18 (29) марта 1762 года в Риге. Отец — действительный статский советник русской службы Антон Иоганн фон Энгельгардт (1729—1808). Мать — Беата Христина ди Приауда. Младший брат — Егор Антонович, директор Императорского Царскосельского лицея.
На службу поступил капралом в лейб-гвардии Преображенский полк 25 июня 1781 года (по другим данным — 3 марта). Назначенный 2 января следующего года флигель-адъютантом капитанского ранга в штаб князя Г. А. Потёмкина, Энгельгардт, числясь поручиком в Новотроицком кирасирском полку, неоднократно был командирован курьером от Кабинета и Иностранной коллегии в Германию и Англию.
7 апреля 1784 года назначен обер-аудитор-лейтенантом премьер-майорского ранга, переименован в апреле того же года в генерал-адъютанты и 26 июня определён в Смоленский драгунский полк, в котором 1 января 1786 года был произведён в подполковники.
Посланный в январе 1787 года на Кавказскую линию в войска, состоявшие под командой генерал-поручика П. С. Потемкина, Энгельгардт сражался с чеченцами за рекой Тереком, после чего принял участие во второй турецкой войне Екатерининского царствования и находился при покорении городов Бендеры и Килия, в сражении с турецким флотом на Дунае и в штурме и взятии Измаила. 25 марта 1791 года произведён в полковники и награждён орденом Св. Георгия 4-й степени (№ 424 по кавалерскому списку Судравского и № 811 по списку Григоровича — Степанова)
За отличную храбрость, оказанную при штурме крепости Измаила, с истреблением бывшей там армии.
В 1792 году сражался в Литве против поляков. В мае 1794 года, командуя отдельным корпусом, разбил польских мятежников при Белостоке, в октябре участвовал в сражении с поляками при Мацеёвице и при взятии в плен Тадеуша Костюшки со всем штабом, за что 26 октября был награждён золотым оружием с надписью «За храбрость». В ноябре находился при штурме варшавского предместья Праги и при защите Варшавского моста и был награждён орденом Св. Владимира 3-й степени.
20 января 1795 года определением Государственной военной коллегии уволен от службы, за слабостью здоровья, бригадиром.
Во время войны четвёртой коалиции Энгельгардт в 1806 году был командиром Лифляндской земской милицией и нёс сторожевую службу на границах с Восточной Пруссией. С началом Отечественной войны 1812 года возглавил добровольческий отряд под Ригой и участвовал в обороне города от прусских и французских войск маршала Макдональда, за отличие был награждён орденом Св. Анны 2-й степени с алмазными знаками.
Скончался от холеры в Риге 29 июня (11 июля) 1831 года.

## Семья
Жена — Елизавета-Каролина де Ришар. Их дети:
- Александр (1796—1828), штабс-капитан лейб-гвардии Егерского полка, погиб на русско-турецкой войне
- Валериан (1797—1856), генерал-лейтенант, директор Института Корпуса инженеров путей сообщения
- Елизавета (1798—1820)
- Николай (1799—1856), генерал-лейтенант
- Федор (1800—1828), погиб на русско-турецкой войне
- Елена (1800—?)
- Мария (1804—?)
- Наталия (1807—1881), замужем за генералом К. Р. Каульбарсом